# Axinella antarctica
Axinella antarctica är en svampdjursart som först beskrevs av Koltun 1964.  Axinella antarctica ingår i släktet Axinella och familjen Axinellidae. Inga underarter finns listade i Catalogue of Life.